# HD197157
HD197157 — хімічно пекулярна зоря спектрального класу A8, що має видиму зоряну величину в смузі V приблизно  4,5.
Вона  розташована на відстані близько 78,8 світлових років від Сонця.